# شامة ميلانينية خلقية
الشامة الميلانينية الخلقية هي نوع من الشامات (الوحمات) الميلانينية الموجودة لدى الرضع عند الولادة. يظهر هذا النوع من الشامات لدى 1% من الأطفال في جميع أنحاء العالم؛ وتقع في منطقة الرأس والرقبة بنسبة 15% من الحالات.

## العلامات والأعراض
تظهر الشامة الميلانينية الخلقية على شكل لطخة أو لويحة ذات حدود ولون بني فاتح إلى أسود، قد تكون متجانسة إلى درجة كبرى، وتغطي أي مساحة سطح وأي جزء من الجسم.
بالمقارنة مع الشامة الميلانينية، عادةً ما تكون الشامات الميلانينية الخلقية أكبر في القطر وقد تحتوي على شعر طرفي زائد، وهي حالة تسمى فرط الشعر. إذا تجاوز قطرها 40 سم (16 بوصة) مع فرط الشعر، تُسمى أحيانًا وحمة مشعرة عملاقة؛ عادةً ما تُعرف هذه الأشكال الأكبر باسم الشامة الميلانينية الخلقية الكبيرة أو العملاقة. يبلغ معدل الانتشار التقديري للأشكال الكبيرة 0.002% من الولادات.
غالبًا ما تنمو الشامات الميلانينية بشكل متناسب مع حجم الجسم في أثناء نضوج الطفل. عندما تنضج، تصبح لها سماكة وتصبح بارزة، رغم أن هذه السمات قد تكون موجودة أيضًا منذ الولادة. غالبًا ما تتشكل الشعيرات الطرفية البارزة، خاصةً بعد البلوغ. خلال نضج الشامة، قد تبدي اختلافًا في اللون، وقد يكون سطحها محكمًا بنمو تكاثري.
يرتبط التملن العصبي الجلدي بوجود إما شامات ميلانينية خلقيّة عملاقة أو شامات غير عملاقة في الجلد. تشير التقديرات إلى أن التملن العصبي الجلدي موجود لدى 2-45% من المرضى الذين يعانون من الشامات الميلانينية الخلقية العملاقة. يتميز التملن العصبي الجلدي بوجود شامات ميلانينية خلقية على الجلد وأورام ميلانينية في السحايا الرقيقة للجهاز العصبي المركزي.

## السبب
تظهر الشامات الخلقية الكبيرة بسبب طفرة في خلايا الجسم، تحدث في وقت مبكر من التطور الجنيني، عادةً خلال الأسابيع الاثني عشر الأولى من الحمل. توجد الطفرات أحيانًا في الجينات التي ترمز لبروتيني إنراس وكيراس. لا توجد طريقة معروفة للوقاية.

## العلاج
يعد الاستئصال الجراحي معيار الرعاية الأساسي. ينصح البعض بإزالة الشعر بالليزر لعلاج الشامات الخلقية. رغم أن هذه الطريقة آمنة وفعالة للشامة الخلقية الصغيرة، قد تشكل اللآفات الكبيرة التي تُزال بالليزر مسؤولية على الجراح إذا نشأ ورم خبيث من مكون عميق (جلدي) للشامة بحيث لا يصل إليه الليزر. تدعم عودة التصبغ التالية للعلاج بالليزر للشامات الخلقية أو الكشط السطحي هذا القلق.
تُستأصل أغلب هذه الشامات جراحيًا لأهداف تجميلية ولتخفيف العبء النفسي والاجتماعي، لكن الأنواع الكبيرة منها غالبًا ما تُستأصل للوقاية من السرطان، رغم استحالة تقييم الفائدة لأي مريض على حدة. عادةً ما تؤخذ خزعة من العقيدات التكاثرية ويتبين أنها حميدة بشكل منتظم وليس منهجي. تتراوح تقديرات التحول إلى ورم ميلانيني بين 2-42% في الأدبيات، ولكن الحالات الأكثر شيوعًا تكون في الطرف الأدنى من هذا الطيف بسبب تحيز المراقب في المراحل المبكرة.

## المآل
تعد الشامات الخلقية الكبيرة والعملاقة بشكل خاص معرضة بشكل أكبر لخطر الانتكاس والتحول إلى ورم ميلانيني. بسبب احتمال الخباثة، تعد إزالة الشامات الخلقية الخيارية من الممارسات السريرية المقبولة لدى جميع المرضى لتخفيف الحمل الزائد للشامات في الخلايا.